# 거짓 양성과 거짓 음성
이진 분류에서 거짓 양성과 거짓 음성은 통계적으로 거짓된 결과가 나오는 경우를 말한다.

## 거짓 양성
거짓 양성(false positive) 또는 1종 오류(type I error)는 통계상 실제로는 음성인데 검사 결과는 양성이라고 나오는 것이다. 예를 들어, 어떤 메일이 스팸 메일인지 검사하는 프로그램이 있다고 하자. 이때 어떤 메일이 실제로는 스팸 메일이 아니지만 프로그램 검사 결과 스팸 메일이라고 판정한다면, 이것이 거짓 양성이다. 위양성(僞陽性), 혹은 거짓 경보(false alarm)라고도 한다.
실제로 검사 알고리즘을 개발한다면, 거짓 양성과 거짓 음성 사이에 trade-off(어느 한편을 늘리면 다른 한편은 그 만큼 줄어드는 것)가 필연적으로 생기게 된다.

## 거짓 음성
거짓 음성(false negative) 또는 2종 오류(type II error)는 통계상 실제로는 양성인데 검사 결과는 음성이라고 나오는 것이다. 예를 들어, 어떤 메일이 스팸 메일인지 검사하는 프로그램이 있다고 하자. 이때 어떤 메일이 실제로는 스팸 메일임에도 불구하고 프로그램 검사 결과 스팸 메일이 아니라고 판정한다면, 이것이 거짓 음성이다. 이러한 현상은 암 진단이나 보안 진단과 같은 분야에서는 거짓 양성에 비해 오 탐지에 대한 비용이 커서 그것을 잘 고려하여 검사 알고리즘을 개발해야 한다.
실제로 검사 알고리즘을 개발한다면, 거짓 양성과 거짓 음성 사이에 trade-off(어느 한편을 늘리면 다른 한편은 그 만큼 줄어드는 것)가 필연적으로 생기게 된다.

## 같이 보기
- 기저율 오류